# لهجة الشوام

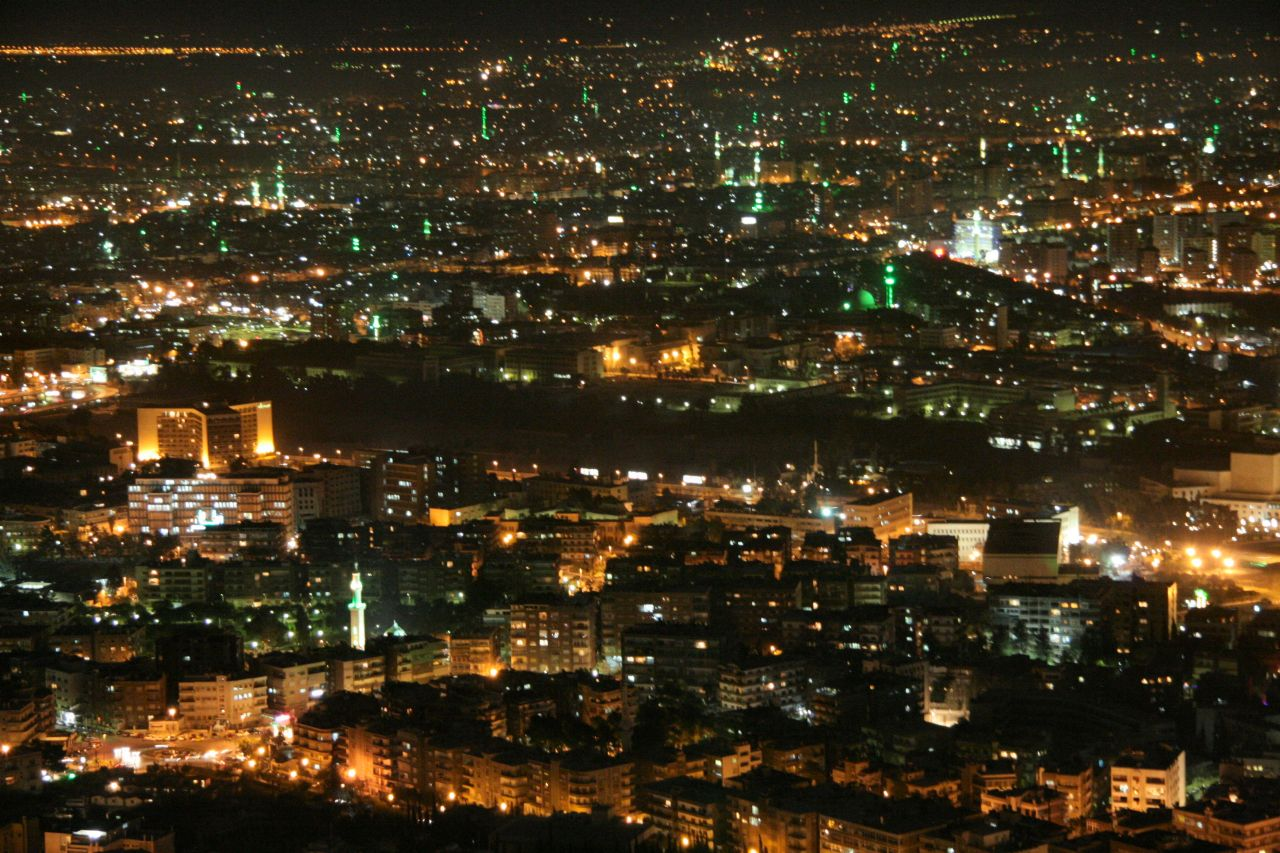
دمشق عاصمة سوريا

لهجة الشوام أو اللهجة الشامية هي لهجة أهل دمشق، وهي مشهورة في الشرق الأوسط بمجرد «اللهجة السورية» نظراً لشيوعها في الدبلجة والمسلسلات، كما أن اللهجة الدمشقية المعاصرة تختلف عن لهجة القدماء التي تستخدم في المسلسلات الدمشقية القديمة.

## الدراسات اللغوية لها
تعتبر اللهجة الشامية لبلاد الشام عموماً والشام (دمشق) خصوصاً من أكثر اللهجات العربية دراسةً بين الغربيين، وهي وإن كانت دراستها اللغوية قليلة بالعربية لكن الكتب اللغوية الفرنسية والألمانية والإنكليزية التي تَدْرُسُها كثيرة مقارنة بأغلب اللهجات.
وقد نشرت هيئة «الدفاع اللغوي» للولايات المتحدة كتاب من إثنا عشر جزء لتعليمها للناطقين بالإنكليزية سنة 1984م.

## بعض كلمات من اللهجة الشامية القديمة والمعاصرة
| الكلمة              | المعنى                                    |
| ------------------- | ----------------------------------------- |
| بدّي                 | أريد                                      |
| بلكي/بركي           | يمكن                                      |
| منيح                | جيد                                       |
| شو؟                 | ماذا؟                                     |
| مشان                | لأجل                                      |
| منوب/بنوب           | أبداً                                      |
| كيفك؟               | كيف حالك؟                                 |
| قوام (تلفظ "أواام") | بسرعة                                     |
| شلونك؟              | كيف حالك؟                                 |
| شلون؟               | كيف؟ (للاستفهام والتعجب)                  |
| تقبرني/تئبرني       | دعاء ويعني (فديتك بروحي)                  |
| هون                 | هنا                                       |
| بريّ عليك            | أحسنت!                                    |
| شِنّوو                | لأنهُ                                      |
| قبضاي/أبضاي         | رجل يعتمد عليه                            |
| زقرت/زكرت           | رجل يعتمد عليه                            |
| هلأ                 | الآن                                      |
| شو عليه             | لا بأس!                                   |
| يامو                | يا أمي                                    |
| يابي                | يا أبي                                    |
| عم!                 | للكينونة                                  |
| أنو                 | أنهُ                                       |
| ولي على قامتي/آمتي  | دعاء على النفس عند حدوث مشكلة             |
| يلا                 | يا الله وهي بمعنى هيّا بنا (let's)         |
| شبك؟                | ماذا بك؟ للسؤال عن الحال                  |
| رو أو (درمل)        | اذهب                                      |
| يا زلمة             | يا رجل                                    |
| رِجّال (بتشديد الجيم) | رجُل واحد                                  |
| زواز                | زواج                                      |
| شحّو                 | ها هو                                     |
| عتقنا \ عتئنا       | دعنا من \ إتركنا                          |
| روكب                | خاف                                       |
| مهندز               | على اخر طرز                               |
| كلام مدوزن          | كلام صحيح                                 |
| ناول                | أعطي                                      |
| هيلمة               | أشياء ليس لها معنى                        |
| زوغلة (مزوغلة)      | غش (أصلها تركي) وتستخدم وقت الغش في اللعب |
| سوكر                | أوجد أو أمن                               |
| كراك                | اجرتك                                     |
| كري                 | استئجار (آجار)                            |
| شري                 | شراء                                      |
| سخرة                | العمل دون اجر                             |

## شهرتها بين العرب
مع أن سوريا لديها الكثير من اللهجات الأخرى كالحلبية، لكن عادةً عندما يُتكلم عن «اللهجة السورية» خارج سوريا يُقصد لهجة الشام المعاصرة حصراً، وهذا نظراً لاشتهار هذه اللهجة في الدبلجة التركية وانتشار المسلسلات السورية في الوطن العربي ونظراً أيضاً إلى نفوذ دمشق في سوريا وتأثيرها الكبير فيها ببرامجها.
وهي وإن لم تكن تستخدم عادةً للكتابة لأنها تتم عادةً بالعربية الفصيحة، لكن مع هذا تم إستخدامها (خصيصاً النسخة القديمة منها) في بعض الكتب ككتاب «يا مال الشام» للمحادثات خاصةً.
ونفوذها الكبير جعل البعض يعتبرها «خطر» على دور اللهجة المصرية المعروفة بـ «هوليوود العرب».

## التغيُّرات المعاصرة
أكبر التغييرات المعاصرة التي تحصل ببطء للهجة الشام وتميز لهجة الشام المعاصرة عن القديمة هي بسبب التأثر بالعربية الفصيحة  مثل «جوز» أو «زوج» بدل «زوز»  واستبدال كثير من الكلمات من أصول غير عربية كالتركية والسريانية بكلمات من أصول عربية.
من أبرز التغييرات بين الشامي المعاصر والقديم أن الشوام الأصليين القدماء مشهورين بالمد في نهاية كلامهم مثل (شام) إلى (شام) كما يفعل صاحب الدور «معتز» في باب الحارة كثيراً وقت النزاعات، بينما هذه الصفة تلاحظ اليوم بالذات عند الشوام من الأحياء القديمة في العاصمة وهي أقل في باقي الأحياء.
كما اختفت بعض الكلمات مثل «درمل» بمعنى «إذهب»، كذلك قل استخدام الكلمات ذات الاصل التركي أو الفارسي مثل «أدب خانه»، «اذن نامه»، «برنجي» بمعنى الأول، «اعضاوات» وغيرها.

## مزيد من القراءة
- وفيق الزعيم (2011). «طيب الكلام: معجم بلهجة أهل الشام». (الطبعة الأولى)، دار الفكر - دمشق (ردمك 978-9933-10-217-3)
- ترجمان، سهام (1990). «يا مال الشام». (الطبعة الأولى)، مطابع ألف باء - دمشق.